# 2631 Zhejiang
2631 Zhejiang eller 1980 TY5 är en asteroid i huvudbältet som upptäcktes den 7 oktober 1980 av Purple Mountain-observatoriet i Nanjing, Kina. Den är uppkallad efter den kinesiska provinsen Zhejiang.
Asteroiden har en diameter på ungefär 10 kilometer och den tillhör asteroidgruppen Gefion.